# Гунцелин I (граф Шверина)
Гунцелин фон Хаген (нем. Gunzelin von Hagen; между 1130 и 1135 — 18 июня 1185) — первый граф Шверина.

## Биография
Вероятно, происходил из дворянского рода фон Хагенов, владевшего землями в районах Брауншвейга, Вольфенбюттеля и Хильдесхейма. Племянник Доделина и Гюнцеля, канонников в Хильдесхейме, упоминаемых в хартии 1150 года.

Шверинское графство (светло-зелёным цветом) на 1250 год

Впервые упоминается в документе, датированном 1154 годом. Министериал Генриха Льва, участвовал в его завоевательных войнах против славян.
Впервые в качестве графа Гунцелин упоминается в 1161 году.
В 1164 году с помощью Генриха Льва отразил нападение князя Прибыслава. В битве при Ферхене, в котором было разбито объединённое войско славянских князей Мекленбурга и Померании, командовал одним из отрядов.
В 1167 году получил в лен отвоеванные у бодричей города Шверин и Илов с титулом графа.
В 1172 году сопровождал Генриха Льва в его паломнической поездке в Палестину.
После падения Генриха Льва Гунцелин сохранил верность Вельфам. Он участвовал на стороне бывшего герцога в битвах 1180 и 1181 годов и в течение нескольких лет был противником нового саксонского герцога Бернхарда I.
Дата смерти Гунцелина в документах не указывается. По предположениям историков он, возможно, умер 18 июня 1185 года.

## Семья
Жена (с не ранее 1150) — Ода [фон Люхов?] (ум. 1190). Из детей известны пятеро сыновей:
- Гельмольд I (ум. 1195/96) — граф Шверина
- Гунцелин II (ум. ок. 1221) — граф Шверина
- Генрих Чёрный (ум. 17 февраля 1228) — граф Шверина
- Герман, пробст кафедрала в Гамбурге
- Фридрих I (ум. 1239) — епископ Шверина с 1238.